# Perdita mimosae
Perdita mimosae är en biart som beskrevs av Timberlake 1964. Perdita mimosae ingår i släktet Perdita och familjen grävbin. Inga underarter finns listade i Catalogue of Life.